# 티켈박쥐
티켈박쥐(Hesperoptenus tickelli)는 애기박쥐과에 속하는 박쥐의 일종이다. 부탄과 캄보디아에서 발견되며, 중국과 인도, 미얀마, 네팔, 스리랑카 그리고 태국에서도 서식하는 것으로 추정된다.

## 특징
머리부터 몸까지 몸길이는 7cm, 전완장은 5~6cm, 날개폭은 38~41cm이다. 암컷이 수컷보다 크다. 털 색은 일반적으로 희끄무레한 노랑부터 황금빛 갈색까지 다양하다. 하체 쪽으로 더 회색빛과 연한 색을 띤다. 털은 부드럽고 무성하다. 손가락, 발가락은 분홍색이고, 손발가락 사이의 비막은 거무스레하다. 대퇴부 사이의 비막은 분홍빛을 띠고 가장자리로 갈수록 검다. 주둥이는 넓고 부풀어 있다. 발톱은 검은색을 띤다. 날개는 상당히 넓고, 폭이 약 7cm이다. 꼬리는 비막에 쌓여있다.